# Wesley LaViolette
Wesley LaViolette, né le 4 janvier 1894 à Saint James et mort le 29 juillet 1978 à Escondido, est un compositeur américain.

## Biographie
Wesley LaViolette fait ses études musicales à l'Université Northwestern, ainsi qu'au Musical College de Chicago, où il obtiendra son master et son doctorat en musique. Il y enseignera aussi de 1923 à 1933, ainsi qu'à l'Université DePaul de 1933 à 1940 et au Conservatoire de Los Angeles à partir de 1946.
Il est aussi l'auteur de plusieurs livres sur la philosophie et la religion, ainsi qu'au moins un roman.

## Œuvres musicales

### Opéra
- Shylock (1927, obtient la médaille Davis Bispham en 1930)
- The Enlightened One, opéra sur la vie de Bouddha (1955)

### Musique orchestrale
- Penetrella, pour cordes divisi en 18 parties (création le 30 novembre 1928 à Chicago)
- Concerto pour violon no 1 (1929)
- Osiris, poème symphonique égyptien (1929)
- Chorale, pour grand orchestre (création le 31 juillet 1936 à Chicago)
- Symphonie no 1 (création le 19 octobre 1938 à Rochester)
- Concerto pour violon no 2 (1938)
- Music from the High Sierras (création le 4 mars 1941 à San Francisco)
- Symphonie no 2 sous-titrée « Miniature » ou « Tom Thumb Symphony » (création le 25 mai 1942 à Chicago)
- Symphonie no 4 pour harmonie (1942)
- Concertino pour flûte et orchestre (1943)

### Musique chorale
- The Song of the Angels, symphonie chorale (1952)
- The Road to Calvary, cantate (1952)

## Œuvres littéraires
- The Creative Light (New York, 1947)
- The Wayfarer (Los Angeles, 1956)
- The Crown of Wisdom (Bombay, 1960)